# プワヴィ
プワヴィ（Puławy (ポーランド語発音: [puˈwavɨ])）は、ポーランドのルブリン県に属する都市。プワヴィ郡の郡都。人口は47,417人（2019年）。詩人ハラシュモーヴィチの出身地。

## 地勢・産業
ヴィスワ川沿いに位置する工業都市。ポーランド最大級の窒素コンビナートを有する。近隣の都市としては、約45キロ南東のルブリン、55キロ西のラドムなどが挙げられる。

## 歴史
17世紀後半、ルボミルスキ家がこの地に居城を設けた。18世紀よりチャルトリスキ家の支配下におかれた。チャルトリスキ家は芸術活動に関心が深く、パトロンとして芸術の振興に貢献した。第二次世界大戦ではドイツ軍による占領を受け、強制収容所が設けられた。プワヴィのユダヤ人は、隔離された後にその多くが処刑された。

## かつての姉妹都市
- ドゥエー、フランス[1]
- ニウェヘイン、オランダ[2][3]